# 小さな恋の物語 (アグネス・チャンの曲)
「小さな恋の物語」（ちいさなこいのものがたり）は、1973年10月25日に発売されたアグネス・チャンの4枚目のシングル。

## 解説
- アグネス・チャンにとって唯一、オリコンチャート週間首位を獲得し、かつ同チャートの集計で最大のセールスを記録しているシングルである。また、1973年12月24日付のオリコンシングルチャートで、オリコン史上初めて前週1位から翌週5位以下に転落した[1]。
- LPアルバムに収録されたのは、リリース後15日で発売されたライブ版の『Flower Concert』が最初であるが、シングルと同じ音源は、ベストアルバムの『あなたにありがとう』まで1年以上収録されなかった。
- ザ・ドリフターズ主演の映画『大事件だよ全員集合!!』の劇中歌として使われ、本人が出演して歌った。その後、いかりや長介と広東語でとんちんかんな会話になるギャグがある。

## 収録曲
- 全曲作詞：山上路夫／作曲：森田公一／編曲：馬飼野俊一

1. 小さな恋の物語 (3分7秒)
2. ふたりの牧場 (2分28秒)